# ATR 72
ATR 72 je dvoumotorový turbovrtulový úzkotrupý dopravní letoun určený pro kratší regionální tratě. Je výrobkem italsko-francouzské společnosti Aerei di Trasporto Regionale (Avions de Transport Régional, ATR) a vyrábí se v Toulouse, kde firma úzce spolupracuje s výrobcem letadel Airbus.
Vývoj ATR 72 byl oznámen na Pařížské letecké přehlídce v roce 1985 a výroba začala v lednu 1986. ATR 72 je zvětšenou verzí ATR 42. Liší se od něj silnějšími motory, větší kapacitou palivových nádrží a většími rozměry.

## Verze
- ATR-72-200 – Standardní verze.
- ATR-72-210 – Standardní verze vybavená silnějšími motory.
- ATR-72-500 – Výrazněji modernizovaná verze z konce 90. let. Liší se od předchozích modelů silnějšími motory PW-127F s šestilistými vrtulemi Hamilton Sundstrand.
- ATR-72-600 Nejnovější civilní verze.
  - ATR 72-600 TMPA – Námořní hlídková a protiponorková verze vyvíjena pro turecké námořnictvo. Vychází z verze ATR 72ASW. Turecko plánuje zakoupení šesti kusů.[1]
  - ATR 72 MPA – Námořní hlídková verze. Pro pákistánské námořnictvo přestavěny dva letouny.[2][3] Roku 2023 Malajsie objednala dva kusy.[4]
  - ATR 72-600 TMUA – námořní víceúčelový letoun objednaný tureckým námořnictvem v počtu dvou kusů.[1]
  - ATR 72MP – Námořní hlídkový letoun provozovaný ve čtyřech kusech italským námořnictvem.[5]
  - P-72A – Námořní průzkumný letoun vyvinutý pro italské letectvo na základě typu ATR 72MP jako náhrada strojů Breguet Atlantic. Objednány byly čtyři kusy.[6] První letoun byl zařazen v září 2017.[7]

## Nehody

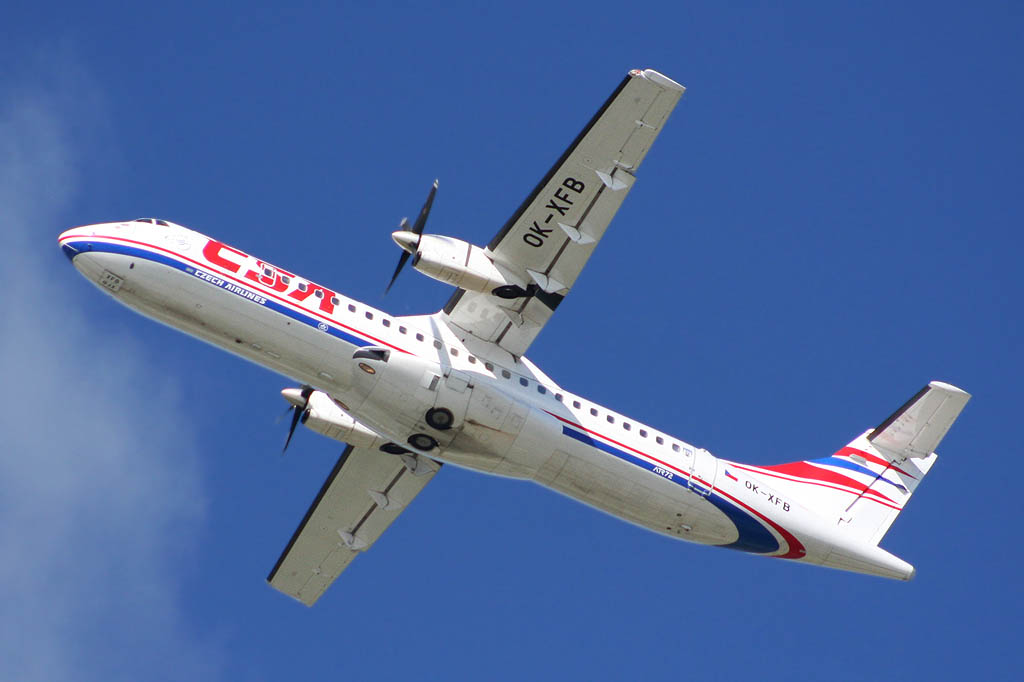
ATR 72-200 (OK-XFB) „Znojmo“ Českých aerolinií

- 31. října 1994 se zřítil ATR 72-212 (let 4184 společnosti American Eagle) vlivem extrémního množství námrazy na křídlech. Zahynulo všech 64 cestujících a 4 členové posádky.
- 6. srpna 2005 se ATR-72 mířící z Bari v Itálii do Džerby v Tunisku zřítil do Středozemního moře asi 27 km od města Palermo. Během nouzového přistání na mořskou hladinu zemřelo 16 z 39 osob na palubě. Letoun patřil Tuninteru, dceřiné společnosti Tunisairu. Důvodem zřícení byl nedostatek paliva v nádržích – jednou z jeho příčin byla instalace špatných indikátorů množství paliva.
- 2. dubna 2012 došlo k havárii ATR-72 krátce po startu z letiště Roščino 35 kilometrů od západosibiřského města Ťumeň (Rusko). Letadlo na lince Ťumeň – Surgutu (Rusko) patřilo ruské společnosti UTair. Zahynulo 31 lidí včetně čtyřčlenné posádky, 12 zbývajících lidí bylo zraněno. Příčinou nehody byla námraza, sám kapitán před startem při teplotách okolo nuly rozhodl, že nenechá stroj chemickou látkou proti námraze ošetřit.
- 16. října 2013 o život přišlo 44 lidí (39 cestujících a pětičlenná osádka), když dvoumotorové turbovrtulové letadlo ATR 72 laoské letecké společnosti Lao Airlines odstartovalo v 14.45 z hlavního města Vientiane a letělo na jih. Spadlo kolem čtvrté odpoledne před přistáním do řeky Mekong v Pakse v provincii Champassak. Příčinou nehody byla chyba posádky. Piloti neprovedli správně přiblížení na přistání a když se rozhodli manévr opakovat, nedodrželi předepsané postupy.
- Let TransAsia Airways 235 – 4. února 2015 v 10:52 místního času havaroval letoun ATR 72-600 registrace B-22816 tchajwanské společnosti TransAsia krátce po vzletu z Tchaj-peje. O život přišlo 43 lidí, 15 přežilo.[8][9]
- 18. února 2018 se v Íránu při letu 3704 zřítil stroj ATR-72-500 společnosti Iran Aseman Airlines při letu Teheránu do Jásúdže. Zahynulo všech 60 cestujících a 6 členů posádky.[10]
- 15. ledna 2023 poblíž města Pókhara v Nepálu při přiblížení na přistání na runway 12 mezinárodního letiště Pókhara havaroval letoun ATR 72-500 imatrikulace 9N-ANC společnosti Yeti Airlines na vnitrostátním letu z Káthmándú NYT691. Zahynulo všech 72 osob na palubě. Podle vyšetřovatelů jeden z pilotů neúmyslně zatáhnul za páku praporování vrtulí na místo páky ovládání klapek, a nastavil je do praporové pozice, při které nemohly dávat dopředný tah. Letadlo ztratilo rychlost a vztlak a zřítilo se.[11][12]

## Specifikace
| Parametr               | ATR 72-200                            | ATR 72-210                           | ATR 72-500                            |
| ---------------------- | ------------------------------------- | ------------------------------------ | ------------------------------------- |
| Délka                  | 27,16 m                               | 27,16 m                              | 27,16 m                               |
| Rozpětí                | 27,06 m                               | 27,06 m                              | 27,06 m                               |
| Výška                  | 7,65 m                                | 7,65 m                               | 7,65 m                                |
| Šířka kabiny           | 2,57 m                                | 2,57 m                               | 2,57 m                                |
| Výška kabiny           | 1,91 m                                | 1,91 m                               | 1,91 m                                |
| Dolet (s 66 pasažéry)  | 1 400 km                              | 1 250 km                             | 1 330 km                              |
| Rychlost               | 513 km/h                              | 516 km/h                             | 511 km/h                              |
| Max. vzletová hmotnost | 21 500 kg                             | 21 500 kg                            | 22 500 kg                             |
| Max. užitečný náklad   | 7 000 kg                              | 7 000 kg                             | 7 050 kg                              |
| Max. množství paliva   | 5 000 kg                              | 5 000 kg                             | 5 000 kg                              |
| Max. kapacita          | 72                                    | 72                                   | 74                                    |
| Motory (2x)            | Pratt & Whitney Canada PW124B 1610 kW | Pratt & Whitney Canada PW127 1850 kW | Pratt & Whitney Canada PW127F 2051 kW |
| Vrtule (2x)            | Hamilton Standard 4 listy             | Hamilton Standard 4 listy            | Hamilton Standard 6 listů             |